# Финкельштейн, Андрей Михайлович
Андре́й Миха́йлович Финкельште́йн (7 августа 1942, Тавда, Свердловская область — 18 сентября 2011, Санкт-Петербург) — советский и российский учёный-астроном, специалист в области астрометрии, геодинамики, релятивистской небесной механики и фундаментального координатно-временного обеспечения, член-корреспондент РАН (2003).

## Биография
В 1968 г. окончил физический факультет Ленинградского государственного университета по специальности «Теоретическая физика», доктор физико-математических наук, профессор, член-корреспондент РАН.
Работал лаборантом в Институте химии силикатов АН СССР, старшим лаборантом, младшим научным сотрудником в Институте теоретической астрономии АН СССР,
- 1973—1988 гг. — младший научный сотрудник, старший научный сотрудник, заместитель директора по научной работе Специальной астрофизической обсерватории (САО) АН СССР и руководитель Ленинградского филиала САО АН СССР,
- 1986 г. назначен руководителем проекта «Квазар-КВО»,
- с 1988 г. — директор вновь организованного Института прикладной астрономии АН СССР (затем РАН).

Заведующий кафедрой радиоастрономии Санкт-Петербургского государственного электротехнического университета (ЛЭТИ), профессор кафедры радиофизики Санкт-Петербургского государственного политехнического университета.
Член Президиума Санкт-Петербургского научного центра РАН, заместитель председателя Экспертного совета по присуждению премии губернатора Ленинградской области и СПБНЦ РАН в области науки и высоких технологий, член Экспертно-консультационного совета при Законодательном собрании Ленинградской области, заместитель председателя Научно-технического совета при правительстве Санкт-Петербурга, заместитель председателя научного совета Президиума РАН «Координатно-временное и навигационное обеспечение», член бюро Научного совета РАН по астрономии и председатель секции совета по астрометрии, небесной механике и прикладной астрономии, член бюро Научного совета РАН по метрологическому обеспечению и стандартизации, член Бюро Национального геофизического комитета и Комитета по метеоритам РАН, член правления и попечительского совета Фонда поддержки образования и науки (Алфёровского фонда).
Похоронен на Пулковском кладбище Санкт-Петербурга.

## Научная деятельность
Автор более 300 научных работ, включая 6 монографий, область научных интересов — общая теория относительности, релятивистская небесная механика и космология, радиоастрономия и радиоинтерферометрия, радиоастрометрия и геодинамика, основания и история науки.
Основные достижения.:
- разработан метод сравнения общерелятивистских небесно-механических и астрометрических теорий с высокоточными координатно-временными измерениями, построена релятивистская теория редуцирования РСДБ- наблюдений, разработан новый метод построения небесной системы координат («метод дуг»), построена корректная теории влияния турбулентной тропосферы на РСДБ-измерения;
- создана постоянно действующая РСДБ-сеть «Квазар-КВО», ставшая базовой системой координатно-временного обеспечения России и поставляющая не менее 12 % информации от общего объёма мировых данных в области радиоастрометрии и космической геодезии;
- создана система высокоточного определения Всемирного времени в режиме реального времени (е-РСДБ), обеспечивающая данными различных пользователей, включая ГЛОНАСС;
- созданы в обсерваториях РСДБ-сети «Квазар-КВО» центры колокации, объединившие различные средства высокоточных координатно-временных измерений (РСДБ, лазерная локация ИСЗ, ГЛОНАСС/GPS/GALILEO, доплеровские системы), существенно уменьшившие случайные и систематические ошибки высокоточных измерений;
- выполнена серия наблюдательных работ по уточнению международных земной и небесной систем координат, высокоточному определению параметров вращения Земли, исследованию эффектов глобальной тектоники и среды распространения радиосигналов.

## Награды и звания
- Лауреат премии Правительства Российской Федерации в области науки и техники (2004)[2];
- Лауреат премии РАН в области популяризации науки;
- Благодарность Президента Российской Федерации (2006)[3];
- Заслуженный деятель науки Российской Федерации (1999)[4];
- В 2013 посмертно награждён «Премией РАН и НАН Украины за выдающиеся результаты, полученные российскими и украинскими учеными при проведении совместных исследований в области естественных, технических, гуманитарных и общественных наук и имеющие важное научное и практическое значение» за достигнутые выдающиеся научные результаты, полученные в ходе совместного выполнения работы «Российско-украинская сеть станций космической геодезии и геодинамики»[5].